# Труби (герб)
Тру́би (пол. Trąby, Тромби) — шляхетський герб. Використовувався 188 родами.
Після Городельської унії 1413 року ряд гербів, в тому числі Труби були також закріпленні за представниками литовсько-руської (української) шляхти, та відбулось зрівняння прав шляхти католицького віровизнання Королівства Польського та шляхти Великого князівства Литовського, Руського та Жемайтійського.

## Історія гербу
Початком цього гербу, за Лакієром, припадає на середину X століття, а за сучасними даними герб вперше згадується в 1398 році. Поширена думка, що герб є стилізованим зображенням одного з древніх солярних символів — трискеля.
Опис гербу, його історію і перелік родин носіїв цього гербу можна знайти в класичних польських гербовниках:
- Bartosz Paprocki Herby rycerstwa polskiego. — Kraków, 1584.
- Simon Okolski. Orbis Polonus. — Krakow, 1642. — T.1-3.
- Ks. Kacper Niesiecki. Herby i familie rycerskie tak w Koronie jako y w W.X.L. — Lwów, 1728.

## Роди
- Радзивіли
- Міхновські (Michnowski)[1]

## Відміни

Адамович
Бернатович
Дяковські
Радзивілл
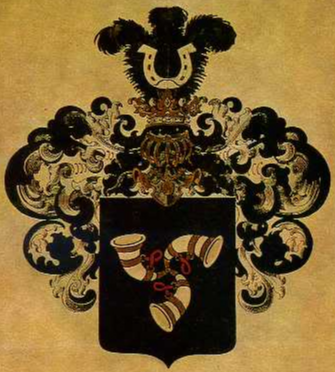
Нарбути